# غبيراء قليلة التفصيص
الغبيراء القليلة التفصيص (باللاتينية: Sorbus parumlobata) نوع نباتي شجري يتبع جنس الغبيراء من الفصيلة الوردية.
تنتشر في ألمانيا.